# Limaformosa guirali
Limaformosa guirali är en ormart som beskrevs av Mocquard 1887. Limaformosa guirali ingår i släktet Limaformosa och familjen snokar. Inga underarter finns listade i Catalogue of Life.
Denna orm förekommer i västra och centrala Afrika från Guinea till Kongo-Brazzaville. Honor lägger ägg.